# Zdeněk Laštovička
Zdeněk Laštovička (* 8. října 1935) byl český a československý politik Československé strany lidové, poslanec Sněmovny lidu Federálního shromáždění za normalizace.

## Biografie
K roku 1981 se profesně uvádí jako technik.
Ve volbách roku 1981 zasedl do Sněmovny lidu (volební obvod č. 93 - Břeclav, Jihomoravský kraj). Mandát obhájil ve volbách roku 1986 (obvod Břeclav). Ve Federálním shromáždění setrval do konce funkčního období, tedy do voleb roku 1990. Netýkal se ho proces kooptací do Federálního shromáždění po sametové revoluci.